# Bangladesh nos Jogos Olímpicos de Verão de 1984
Bangladesh competiu nos Jogos Olímpicos pela primeira vez nos Jogos Olímpicos de Verão de 1984 em Los Angeles, Estados Unidos.
Apenas um atleta competiu.